# Serafino Razzi
(Giovanni) Fra Serafino Razzi (* 13. Dezember 1531 in Marradi; † 8. August 1611 in Florenz) war ein italienischer Komponist und gehörte der Ordensgemeinschaft der Dominikaner an.

## Leben
Giovanni Razzi wurde 1558 in den Priesterstand erhoben und nahm den Ordensnamen Serafino an.
Razzi veröffentlichte im Jahre 1563 eine große Sammlung von Lauden. Seine Sammlung Libro primo delle laudi spirituale ist eine Zusammenstellung von unterschiedlichen Stücken florentiner Musik aus der zweiten Hälfte des 16. Jahrhunderts und von unterschiedlichem Charakter. Sie enthält 91 Musikstücke für eine bis vier Singstimmen und Generalbaß. 
Er galt als weit gereist und führte Tagebücher über seine Reisen.
Razzis Schwester war die Ordensschwester und Bildhauerin Maria Angelica Razzi.

## Werke
- Istoria de gli huomini 1596
- Giardino d’essempi, ouero Fiori delle vite de’ Santi 1599
- La storia di Raugia 1595
- La vita et institutioni del Giovan. Taulero (Johannes Tauler) 1590
- Vite dei santi, e beati cosi uomini, come donne del sacro ordine 1577